# Alt Urgell i la Cerdanya
L'alt Urgell i la Cerdanya (en espagnol : queso del Alto Urgel y la Cerdaña, en catalan : formatge de l'Alt Urgell i la Cerdanya, parfois appelé tomme catalane urgèlià) est un fromage espagnol fabriqué en Catalogne, dans les comarques de l'Alt Urgell et de la Basse-Cerdagne situés dans des provinces de Gérone et Lérida. Il s'agit d'un fromage à pâte pressée non cuite au lait de vache pasteurisé. Il bénéficie d'une appellation d'origine protégée depuis 2000. 

## Description
L'alt Urgell i la Cerdanya se présente sous forme de tommes cylindriques d'environ 20 cm de diamètre et pesant à peu près 2,5 kg. Sa croûte est gris clair, voire marron, et légèrement humide. La pâte, tendre et moelleuse, est de couleur crème, et présente de petits yeux irréguliers. Il a une teneur en matière grasse de 45 % sur extrait sec.

## Fabrication
Ce fromage est fabriqué avec du lait pasteurisé provenant de vaches frisonnes élevées dans les communes des régions du haut Urgell et de la basse-Cerdagne. 
Le lait, récolté quotidiennement, est pasteurisé puis caillé pendant 30 minutes. Le caillé est ensuite découpé, égoutté, pressé et moulé avant d'être trempé dans de la saumure. Les fromages sont affinés dans des caves humides (humidité de 90 à 96 %) et fraîches (température de 11 à 14°C) durant 45 jours minimum. Lors des premiers jours de l'affinage, la croûte est ensemencée par des ferments aromatiques.

## Histoire
La région de production actuelle du fromage était de tradition viticole jusqu'au début du XXe siècle où une épidémie de phylloxera poussa de nombreux paysans à abandonner la vigne et à se tourner vers l'élevage. C'est à cette époque que commence la fabrication du fromage. En 1915 est fondée la coopérative agricole Cadí, qui produit toujours aujourd'hui le fromage de l'alt urgell i la cerdanya. Entre les années 1940 et 1960, le fromage de l'Alt Urgell i la Cerdanya était le principal fromage vendu dans les grandes villes catalanes, telles que Barcelone. C'est à ce moment qu'il a acquis sa réputation.
Ce fromage est protégé par une AOP depuis 2000.

## Autre
Un autre produit laitier provient et porte le nom des deux mêmes comarques : le beurre de l'Alt Urgell et Basse-Cerdagne.